# Rehia nervata
Rehia nervata är en gräsart som beskrevs av Fijten. Rehia nervata ingår i släktet Rehia och familjen gräs. Inga underarter finns listade i Catalogue of Life.